# Giants Stadium 1987, 1989, 1991
Giants Stadium 1987, 1989, 1991 est un coffret de 14 disques retraçant l'intégralité des concerts du Grateful Dead au Giants Stadium à East Rutherford. 

## Musiciens

### Concerts de 1987 et 1989
- Jerry Garcia, guitare, chant.
- Mickey Hart, Batterie.
- Bill Kreutzmann, batterie.
- Phil Lesh, basse, chant.
- Brent Mydland, Claviers, chant.
- Bob Weir, guitare, chant.

### Concerts de 1991
- Jerry Garcia, guitare, chant.
- Mickey Hart, Batterie.
- Bruce Hornsby, piano.
- Bill Kreutzmann, batterie
- Phil Lesh, basse, chant.
- Bob Weir, guitare, chant.
- Vince Welnick, claviers.

## Liste des titres

### 12 juillet 1987

#### Disque un
1. Hell in a Bucket (Bob Weir, Brent Mydland, John Perry Barlow) – 6:25
2. West L.A. Fadeaway (Jerry Garcia, Robert Hunter) – 8:11
3. Greatest Story Ever Told (Weir, Mickey Hart, Hunter) – 4:24
4. Loser (Garcia, Hunter) – 6:46
5. Tons of Steel (Mydland) – 6:24
6. Ramble On Rose (Garcia, Hunter) – 6:55
7. When I Paint My Masterpiece (Bob Dylan) – 4:55
8. When Push Comes to Shove (Garcia, Hunter) – 5:07
9. Promised Land (Chuck Berry) – 3:54
10. Bertha (Garcia, Hunter) – 7:01

#### Disque deux
1. Morning Dew (Bonnie Dobson, Tim Rose) – 10:08
2. Playing in the Band > (Weir, Hart, Hunter) – 9:12
3. Drums > (Hart, Bill Kreutzmann) – 7:14
4. Space > (Garcia, Phil Lesh, Weir) – 3:22
5. The Other One > (Weir, Kreutzmann) – 6:28
6. Stella Blue > (Garcia, Hunter) – 7:34
7. Throwing Stones > (Weir, Barlow) – 9:11
8. Not Fade Away (Buddy Holly, Norman Petty) – 9:08

### 9 juillet 1989

#### Disque trois
1. Shakedown Street (Garcia, Hunter) – 13:31
2. Jack Straw (Weir, Hunter) – 5:49
3. West L.A. Fadeaway (Garcia, Hunter) – 8:26
4. Victim or the Crime (Weir, Gerrit Graham) – 7:55
5. Brown-Eyed Women (Garcia, Hunter) – 5:56
6. Queen Jane Approximately (Dylan) – 6:46
7. Bird Song (Garcia, Hunter) – 11:42

#### Disque quatre
1. China Cat Sunflower > (Garcia, Hunter) – 6:58
2. I Know You Rider (traditional, arranged by Grateful Dead) – 6:10
3. Samson and Delilah (traditional, arranged by Grateful Dead) – 7:28
4. Built to Last (Garcia, Hunter) – 5:29
5. Truckin'  > (Garcia, Lesh, Weir, Hunter) – 10:55
6. Drums (Hart, Kreutzmann) – 10:00

#### Disque cinq
1. Space > (Garcia, Lesh, Weir) – 10:06
2. Gimme Some Lovin'  > (Steve Winwood, Spencer Davis, Muff Winwood) – 5:15
3. Goin' Down the Road Feeling Bad> (traditional, arranged by Grateful Dead) – 6:33
4. Throwing Stones> (Weir, Barlow) – 10:12
5. Not Fade Away (Holly, Petty) – 13:38
6. Brokedown Palace (Garcia, Hunter) – 5:53

### 10 juillet 1989

#### Disque six
1. Feel Like a Stranger > (Weir, Barlow) – 8:20
2. Franklin's Tower (Garcia, Kreutzmann, Hunter) – 9:13
3. Walkin' Blues (Robert Johnson, arranged by Weir) – 7:08
4. Jack-a-Roe (traditional, arranged by Grateful Dead) – 4:50
5. When I Paint My Masterpiece (Dylan) – 6:59
6. Tennessee Jed (Garcia, Hunter) – 8:28
7. The Music Never Stopped > (Weir, Barlow) – 6:19
8. Don't Ease Me In (traditional) – 3:42

#### Disque sept
1. Foolish Heart (Garcia, Hunter) – 11:01
2. Just a Little Light (Mydland, Barlow) – 5:16
3. Playing in the Band > (Weir, Hart, Hunter) – 6:42
4. Uncle John's Band > (Garcia, Hunter) – 12:54
5. Drums (Hart, Kreutzmann) – 20:15

#### Disque huit
1. Space > (Garcia, Lesh, Weir) – 10:11
2. Iko Iko > (James Crawford) – 8:01
3. All Along the Watchtower > (Dylan) – 5:41
4. Morning Dew (Dobson, Rose) – 10:43
5. Sugar Magnolia (Weir, Hunter) – 10:30
6. Knockin' on Heaven's Door (Dylan) – 7:58

### 16 juin 1991

#### Disque neuf
1. Picasso Moon (Weir, Barlow, Bob Bralove) – 7:23
2. Bertha (Garcia, Hunter) – 7:29
3. Little Red Rooster (Willie Dixon) – 9:30
4. Candyman (Garcia, Hunter) – 7:33
5. Stuck Inside of Mobile with the Memphis Blues Again (Dylan) – 8:46
6. Stagger Lee (Garcia, Hunter) – 7:28
7. Let It Grow (Weir, Barlow) – 12:43

#### Disque dix
1. Jack Straw (Weir, Hunter) – 7:25
2. Crazy Fingers > (Garcia, Hunter) – 8:32
3. China Cat Sunflower > (Garcia, Hunter) – 7:05
4. I Know You Rider > (traditional, arranged by Grateful Dead) – 5:37
5. Drums > (Hart, Kreutzmann) – 12:17

#### Disque onze
1. Space > (Garcia, Lesh, Weir) – 13:47
2. I Need a Miracle > (Weir, Barlow) – 6:35
3. Black Peter > (Garcia, Hunter) – 11:35
4. Throwing Stones > (Weir, Barlow) – 9:06
5. Not Fade Away (Holly, Petty) – 10:37
6. Box of Rain (Lesh, Hunter) – 6:14

### 17 juin 1991

#### Disque douze
1. Eyes of the World > (Garcia, Hunter) – 15:26
2. Walkin' Blues (Johnson, arranged by Weir) – 7:01
3. Brown-Eyed Women (Garcia, Hunter) – 6:10
4. Dark Star > (Garcia, Hart, Kreutzmann, Lesh, Ron McKernan, Weir, Hunter) – 1:32
5. When I Paint My Masterpiece (Dylan) – 5:28
6. Loose Lucy (Garcia, Hunter) – 9:16
7. Cassidy (Weir, Barlow) – 7:11
8. Might as Well (Garcia, Hunter) – 6:41

#### Disque treize
1. Saint of Circumstance > (Weir, Barlow) – 10:55
2. Ship of Fools > (Garcia, Hunter) – 8:01
3. Dark Star > (Garcia, Hart, Kreutzmann, Lesh, McKernan, Weir, Hunter) – 1:14
4. Truckin'  > (Garcia, Lesh, Weir, Hunter) – 6:55
5. New Speedway Boogie > (Garcia, Hunter) – 9:12
6. Dark Star > (Garcia, Hart, Kreutzmann, Lesh, McKernan, Weir, Hunter) – 0:55
7. Uncle John's Band > (Garcia, Hunter) – 11:18
8. Dark Star > (Garcia, Hart, Kreutzmann, Lesh, McKernan, Weir, Hunter) – 8:05
9. Drums (Hart, Kreutzmann) – 12:30

#### Disque quatorze
1. Space > (Garcia, Lesh, Weir) – 8:47
2. China Doll > (Garcia, Hunter) – 5:07
3. Playing in the Band > (Weir, Hart, Hunter) – 4:35
4. Sugar Magnolia (Weir, Hunter) – 10:53
5. The Weight (Robbie Robertson) – 6:20